# جان مولدر-براون
جان مولدر-براون (انگلیسی: John Moulder-Brown؛ زادهٔ ۳ ژوئن ۱۹۵۳) بازیگر اهل بریتانیا است. وی از سال ۱۹۵۸ میلادی تاکنون مشغول فعالیت بوده‌است.
از فیلم‌ها یا برنامه‌های تلویزیونی که وی در آن نقش داشته است، می‌توان به شاه، بی‌بی، سرباز، مخمصه، فرصتی برای پیشرفت، قهرمانان تلمارک، لودویگ، پسران خیابان پال، سیرک خون‌آشام و نامش را با غرور حک کن اشاره کرد.